# Shovel Knight: Specter of Torment
Shovel Knight: Spectre of Torment es una expansión de contenido descargable (DLC) para el videojuego de plataformas Shovel Knight de 2014, desarrollado y publicado por Yacht Club Games. La expansión es una precuela del juego original, donde el jugador asume el papel de Spectre Knight, un guerrero no muerto encargado de reclutar un grupo de caballeros para la señora a la que sirve. Specter Knight puede correr por las paredes y saltar de ellas, y atravesar enemigos y objetos con su guadaña para moverse por el aire. La jugabilidad es similar a la del Shovel Knight original, pero presenta niveles rediseñados y peleas contra jefes alteradas.
Yacht Club Games comenzó el desarrollo de Spectre of Torment después de finalizar la producción del DLC anterior, Shovel Knight: Plague of Shadows. Los desarrolladores decidieron revisar por completo los niveles del Shovel Knight original y redujeron la dificultad después de recibir críticas al respecto en Plague of Shadows. El equipo siguió una fórmula de diseño de niveles basada en Mega Man para evitar alterar el ritmo. Tras su lanzamiento, Spectre of Torment recibió críticas generalmente favorables de los críticos, quienes elogiaron la jugabilidad de plataformas, la narrativa, el diseño de niveles y el conjunto de movimientos de Specter Knight, aunque algunos críticos consideraron que el juego era demasiado corto.

## Modo de juego
Al igual que Shovel Knight, Specter of Torment es un videojuego de plataformas de desplazamiento lateral en 2D. Los jugadores controlan a Spectre Knight, un guerrero no muerto que sirve a la malvada Encantadora. Specter Knight presenta un conjunto de movimientos diferente al del personaje de Shovel Knight centrado en la movilidad: puede correr por las paredes, saltar de ellas y atacar a los enemigos con su guadaña. Cortar a un enemigo u objeto con su guadaña le permite avanzar en el aire hacia arriba o hacia abajo.
Los niveles y jefes de Spectre of Torment están rediseñados a partir del Shovel Knight original y se accede a ellos desde un mundo central en lugar de un mapa grande. Al igual que con el Shovel Knight original, los jugadores pueden destruir puntos de control para recibir una recompensa, pero deben viajar por partes más largas del nivel para progresar si mueren. Ocultas dentro de los niveles hay calaveras rojas, que se pueden intercambiar con un vendedor en el mundo central por armas y habilidades especiales llamadas Curios. Las Curios cumplen una función similar a las reliquias en Shovel Knight, y funcionan con un medidor de «oscuridad» consumible que se recarga al matar enemigos. Ejemplos de Curios incluyen el «Green Skull» que se puede usar para recuperar salud, «Judgment Rush», que le permite a Spectre Knight teletransportarse a través de las paredes, y «Hover Plume», que le permite flotar temporalmente mientras está en medio del aire. Avanzar en el juego le permite al jugador conocer la verdadera identidad de Spectre Knight y cómo llegó a servir a la Encantadora.

## Argumento
Specter of Torment es una precuela de Shovel Knight. En la Torre del Destino, la Hechicera le ordena a su sirviente no muerto Spectre Knight que reclute ocho caballeros para la Orden Sin Cuartel, la organización antagonista del juego original. En posesión de Spectre Knight hay un relicario mágico, cuyo poder aumenta a medida que derrota a los caballeros. Una vez que todos sean derrotados, su magia lo resucitará como una criatura viviente. Mientras Spectre Knight derrota a sus adversarios y los obliga a servir a la Hechicera, recuerda recuerdos de su vida anterior: antes de morir, era un aventurero llamado Donovan, que exploraba junto a su compañero, Luan. Los dos escalaron la Torre del Destino en busca de un amuleto mágico para dárselo al hijo de Luan. Una vez en la cima, se toparon con Shield Knight, quien les advirtió que el amuleto estaba maldito. Donovan luchó contra Shield Knight contra los deseos de Luan, causando que el piso debajo de ellos colapsara, matando a Luan. Shield Knight, habiéndose transformado en Hechicera debido a la corrupción del amuleto, se ofreció a salvar a Donovan, herido de muerte, a cambio de servidumbre. Ajeno a la identidad de la Hechicera, aceptó la oferta y se transformó en Spectre Knight.
Después de que Spectre Knight reúne a cuatro de los caballeros, un niño llamado Reize irrumpe en la Torre del Destino con la esperanza de derrotar al mal que hay dentro. Al ver su potencial, Enchantress lo llena de energía oscura, corrompiéndolo a pesar de las protestas de Specter Knight. Una vez que se reclutan siete caballeros, el amigo de Spectre Knight, Black Knight, irrumpe y revela que Enchantress es Shield Knight. Enfurecido, Spectre Knight va tras la Hechicera a través del agujero que Black Knight cavó en la torre. A su llegada, la Hechicera convoca a Reize y lo llena con más energía oscura, convirtiéndolo en un poderoso monstruo. Specter Knight derrota a Reize y Enchantress acepta liberar a Specter Knight de la servidumbre y otorgarle al relicario el poder restante. Cuando ella revela su intención de nombrar a Reize como su octavo caballero, Specter Knight promete abruptamente ser el último caballero en lugar de Reize, cura al niño con el relicario y lo devuelve a su aldea. Ahora obligado a servir a la Encantadora por la eternidad, Spectre Knight se lamenta ante Black Knight de que la Orden Sin Cuartel es imparable. En una escena posterior a los créditos, Spectre Knight recuerda el relicario, que es un recuerdo que le dio Luan. En un recuerdo final, se muestra que Luan le pidió a Donovan que protegiera a su hijo, Reize.

## Desarrollo
Como parte de la campaña de financiación colectiva de Kickstarter para Shovel Knight en 2013, Yacht Club Games enumeró varios objetivos ambiciosos y se agregaron características adicionales para el juego cuando la financiación cumplió con un objetivo determinado. Entre los objetivos ambiciosos estaba la adición de tres expansiones de contenido descargable (DLC) basadas en tres de los personajes jefes del Shovel Knight original. Los desarrolladores votaron sobre qué jefes recibirían sus propias campañas, y Specter Knight fue uno de los personajes ganadores.
El desarrollo de Specter of Torment comenzó después de que Yacht Club Games terminara la producción del DLC anterior, Shovel Knight: Plague of Shadows. Los desarrolladores esperaban hacer una expansión más ambiciosa que Plague of Shadows; el DLC anterior presentaba un personaje con movimiento único, pero tenía los mismos niveles que el Shovel Knight original. El equipo creía que recorrer los escenarios de otra expansión sería repetitivo, por lo que decidieron rediseñarlos todos utilizando los originales como planos. Se pretendía que el producto final fuera una combinación equitativa de contenido nuevo y reutilizado, pero terminó compuesto principalmente por características nuevas. Como Spectre of Torment era la tercera campaña general de la serie, el equipo deseaba innovar en muchas de las mecánicas presentes en los dos juegos anteriores.

### Diseño de personaje
Yacht Club Games quería crear una historia más oscura centrada en Spectre Knight, un personaje que pretendían que fuera «trágico pero asombroso». Los desarrolladores diseñaron la movilidad de Spectre Knight después de recibir comentarios sobre el movimiento de Plague Knight, el protagonista de Plague of Shadows. Los jugadores se quejaron de que el conjunto de movimientos de Plague Knight era caótico y difícil de controlar, lo que llevó a Yacht Club Games a diseñar el nuevo protagonista con controles y mecánicas más simples. El equipo se desvió del movimiento de vuelo original de Spectre Knight tal como aparece en la batalla de su jefe, creyendo que restaría valor a la plataforma.
El salto de pared se inspiró en videojuegos de acción en 3D como Prince of Persia, mientras que el movimiento de corte fue influenciado por The Legend of Zelda: Ocarina of Time y Ninja Gaiden Black. Los desarrolladores querían que la movilidad de Specter Knight fuera similar a la de un ninja, y en un momento incluyeron shuriken s como parte de su repertorio de ataques. Las dificultades con el movimiento de corte llevaron a Yacht Club a permitir que Spectre Knight cayera más lentamente, y el equipo agregó un elemento de interfaz de usuario para indicar si el jugador se movería hacia arriba o hacia abajo después de un corte. Las Curios fueron diseñadas originalmente para ganarse derrotando enemigos; el jugador solo podría usar uno a la vez, y cada Curio se perdería al morir. Sintiendo que este sistema hacía que Curios pareciera potenciadores en lugar de nuevas habilidades, los desarrolladores permitieron que fueran accesibles permanentemente a través de un inventario similar al Shovel Knight original. Algunas de las habilidades del jefe de Spectre Knight se recrearon como Curios y se diseñaron para abordar desafíos de niveles específicos, como enemigos invulnerables o plataformas difíciles.

### Diseño de nivel
Los nuevos niveles tardaron casi un año en crearse. Debido a la mayor movilidad de Spectre Knight, Yacht Club Games agregó más paredes y espacios más grandes dentro de sus nuevos escenarios. El equipo utilizó una fórmula de diseño de niveles tomada de Mega Man, donde un escenario completo contaría con 26 habitaciones y 6 áreas secretas, lo que permitiría a los jugadores reconocer cuánto habían progresado y evitaría que se interrumpiera el ritmo. El equipo buscó un equilibrio constante entre plataformas, combate y exploración, y diseñó muchas de las salas para que se adaptaran a uno de estos tres aspectos del juego. A pesar de que cada una de las etapas se planificó de antemano, la ubicación final de las habitaciones y los enemigos se cambió varias veces. Yacht Club Games pasó cuatro meses revisando y equilibrando cada nivel con tesoros, atajos y recompensas. Las etapas iniciales tuvieron un alto nivel de dificultad que se fue reduciendo gradualmente a medida que finalizaba el desarrollo.
El espaciado de los niveles era una preocupación constante, ya que los desarrolladores no siempre sabían qué posibles movimientos realizaría el jugador durante las plataformas. Yacht Club Games contó que «el 10 por ciento de nuestro proceso de diseño implica pensar en escenarios divertidos, y alrededor del 90 por ciento implica discutir los requisitos de espacio». El equipo planificó y diseñó las salas utilizando una fórmula cíclica, donde cada etapa comenzaría de manera simple y se volvería más compleja y desafiante con el tiempo, antes de volver a la dificultad anterior. Sintieron que todos los conceptos de juego deberían ser «introducidos, extrapolados, descartados y revisados», y que los jugadores podrían ser desafiados si todas las mecánicas se combinaran al final del nivel.
El juego incluye imágenes, enemigos y objetos que no aparecen en títulos anteriores de Shovel Knight, incluidos algunos tomados de conceptos previamente cortados. Los desarrolladores consideraron que Plague of Shadows y el Shovel Knight original eran demasiado confusos visualmente y crearon nuevos temas artísticos para ampliar los conceptos presentados en los originales. Usaron parte del arte de fondo para transmitir información sobre la mecánica del juego, indicar salas secretas y avanzar en la narrativa. La versión de Nintendo 3DS incluye fondos con más percepción de profundidad y permite ver arte que no es visible en otras versiones del juego.
La dificultad tuvo que modificarse para adaptarse al nuevo mundo central, y los desarrolladores redujeron el desafío general después de recibir críticas por ello en Plague of Shadows. La banda sonora fue compuesta por Jake Kaufman, quien creó la mayor parte mientras transmitía en Twitch. La banda sonora incluye remezclas de música anterior de la serie, así como varias canciones nuevas. Specter of Torment se anunció por primera vez el 1 de diciembre de 2016 en The Game Awards, y se lanzó por primera vez para Nintendo Switch como título de lanzamiento el 3 de marzo de 2017. El DLC se vendió como un juego independiente para Nintendo Switch, pero también estuvo disponible como actualización gratuita para los jugadores que compraron el juego original. El juego también se lanzó para Linux, macOS y Windows un mes después, el 5 de abril. Una versión para Wii U se lanzó por primera vez el 21 de abril y los ports para PlayStation 3, PlayStation 4, PlayStation Vita, Nintendo 3DS y Xbox One se lanzaron el 25 de abril.

## Recepción
Según el sitio web agregador de reseñas Metacritic, Spectre of Torment recibió «críticas generalmente favorables» para su versión de Nintendo Switch. Los críticos calificaron a Specter of Torment como una entrada digna en la serie Shovel Knight, y algunos sintieron que se basaba en los méritos del juego original. GameSpot dijo que el juego replicaba mucho de lo que hizo excelente al Shovel Knight original, mientras que USgamer consideró que era de calidad similar a sus dos predecesores. Shacknews consideró que Spectre of Torment era más atractivo que el Shovel Knight original y lo llamó una «versión modernizada de los juegos de plataformas que amamos y amamos odiar desde la infancia».
Los críticos elogiaron el conjunto de movimientos de Specter Knight. GameRevolution comparó el conjunto de movimientos con el de Super Smash Bros. personaje, diciendo que era divertido y ayudó a distinguir el juego de sus predecesores. USgamer sintió que los controles y el conjunto de movimientos ayudaron a crear un estilo de juego único y agresivo. GameSpot sostuvo que los controles simples hacían que Spectre Knight se sintiera poderoso y divertido.
La plataforma recibió elogios similares. Nintendo Life dijo que la plataforma del juego era comparable a la de sus predecesores y escribió que se sentía «satisfactorio de una manera que pocos juegos logran hoy en día». GameSpot encontró que la plataforma era desafiante, destacando cómo Specter Knight tendría que realizar varios movimientos juntos para progresar y diciendo que la dificultad ayudó a que el juego fuera gratificante. GameRevolution sintió que la plataforma era difícil de entender porque dependía de movimientos complicados y, en general, se sentía inferior a la Shovel Knight original.
El diseño de niveles fue recibido positivamente. GameRevolution y Nintendo Life encontraron que los niveles eran similares a los del Shovel Knight original, pero les gustaron las adiciones de contenido y cómo los escenarios se adaptaban al movimiento de Spectre Knight. Nintendo World Report escribió que el juego proporcionó una nueva experiencia al rediseñar mecánicas antiguas, y GameSpot encontró que los nuevos niveles eran familiares pero memorables debido a sus cambios mecánicos.
La historia fue considerada un punto culminante. A Nintendo World Report le gustó la narrativa y la calificó de «sorprendentemente trágica», mientras que Shacknews consideró que la historia ayudó a convertir a Spectre Knight en un personaje complejo. Destructoid dijo que era la mejor historia de la serie y demostró cómo Yacht Club Games había mejorado su escritura, a pesar de notar su corta extensión. GameRevolution consideró que la narrativa tenía más peso en comparación con Plague of Shadows, pero que la calidad de la escritura iba desde impresionante hasta cómica. Algunos críticos prestaron atención a las peleas contra jefes. GameSpot consideró que algunos de los jefes eran divertidos debido a sus cambios para adaptarse al nuevo movimiento de Spectre Knight, pero dijo que otros eran demasiado similares a sus encarnaciones anteriores. USgamer consideró que los jefes eran más fáciles que en juegos anteriores, y Nintendo World Report dijo que algunas de las peleas contra jefes anteriores eran frustrantes. Otros críticos encontraron que el juego era demasiado corto. Shacknews dijo que a algunos jugadores no les gustaría la falta de escala, mientras que Nintendo Life calificó el DLC como «corto pero agradable». El crítico dijo que el juego era otra entrada a una gran franquicia y era tan competente como el Shovel Knight original.